# Jacques de Baerze
Jacques de Baerze (aktivní před 1384, zemřel po roce 1399) byl vlámský gotický řezbář, pocházející pravděpodobně z Gentu. Z jeho díla se dochovaly dva vyřezávané oltářní retábly v Dijonu, který v jeho době patřil k Burgundskému vévodství.

## Život
Jacques de Baerze žil a tvořil v Dendermonde. Již před rokem 1384 byl uznávaným mistrem místního panovníka Ludvíka II. Flanderského, vévody z Brabantu, který od něj objednal dva dřevěné oltáře pro zámeckou kapli Dendermonde a pro nemocnici cisterciáckých sester Bijloke nedaleko Gentu. Tyto oltáře se nedochovaly, ale znal je Filip Smělý, vévoda Burgundský a zeť Ludvíka II. Flanderského, který si objednal dva podobné pro karteziánský klášter Champmol nedaleko Dijonu. Po instalaci dokončených oltářů roku 1399 již další doklady o působení řezbáře neexistují.

## Dílo
Pro Champmol vytvořil Jacques de Baerze roku 1391 dva rozměrné křídlové oltáře - hlavní oltář kostela s tématem Ukřižování a oltář Světců a mučedníků pro kapitulní síň kláštera. O rok později byly oltáře převezeny do dílny Melchiora Broederlama v Ypres, kde byly pozlaceny. Broederlam zhotovil malovaná křídla, z nichž se zachovala jen dvě na oltáři s Ukřižováním. Jsou na nich scény Zvěstování a Navštívení na levé straně, Uvedení Páně do chrámu a Útěk do Egypta na pravém křídle. Při otevření křídel jsou vidět tři vyřezávané a zlacené scény ze života Ježíše Krista ve vysokém reliéfu. 

### Oltář s Ukřižováním

oltář Ukřižování
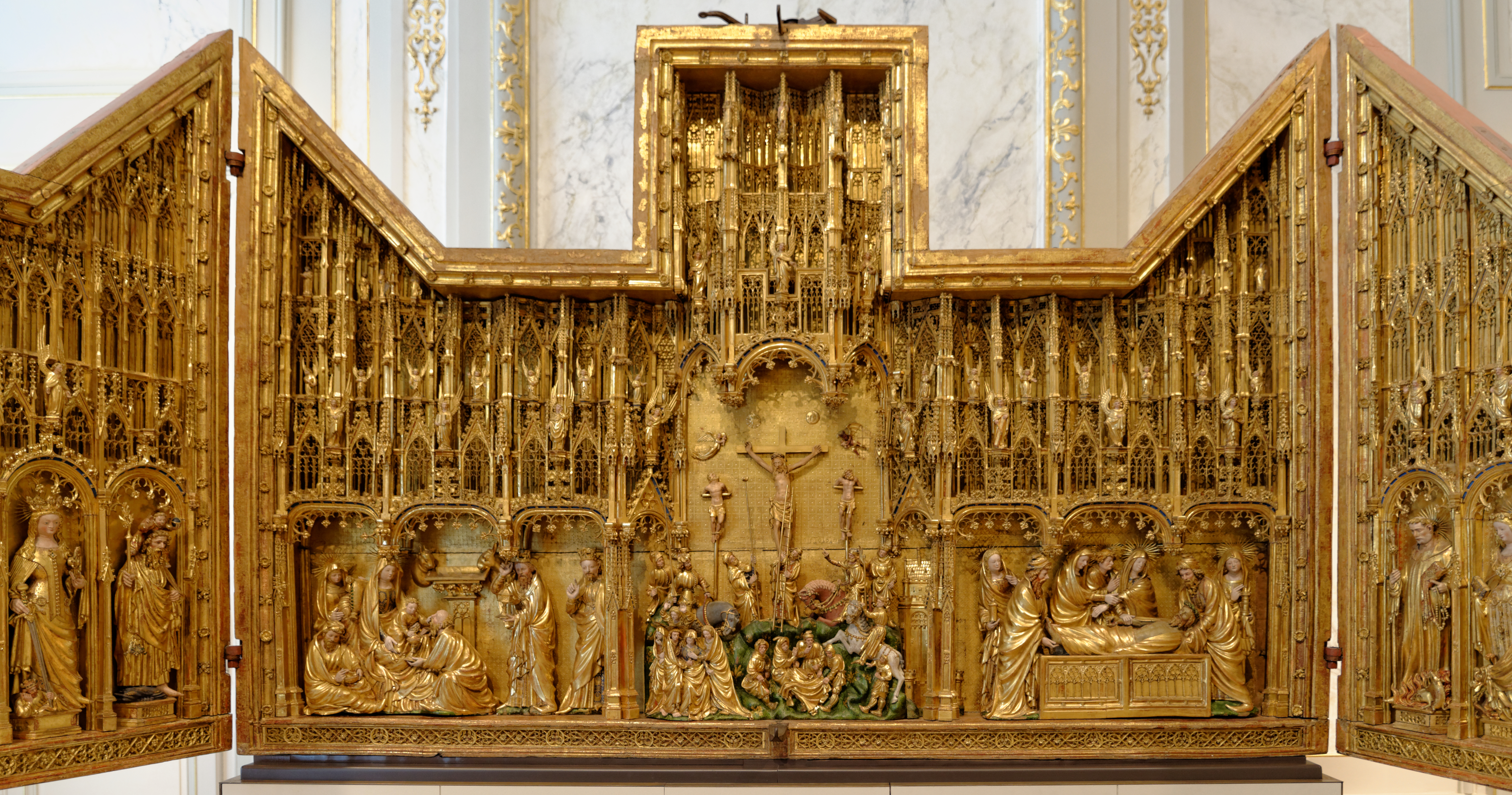
Celkový pohled
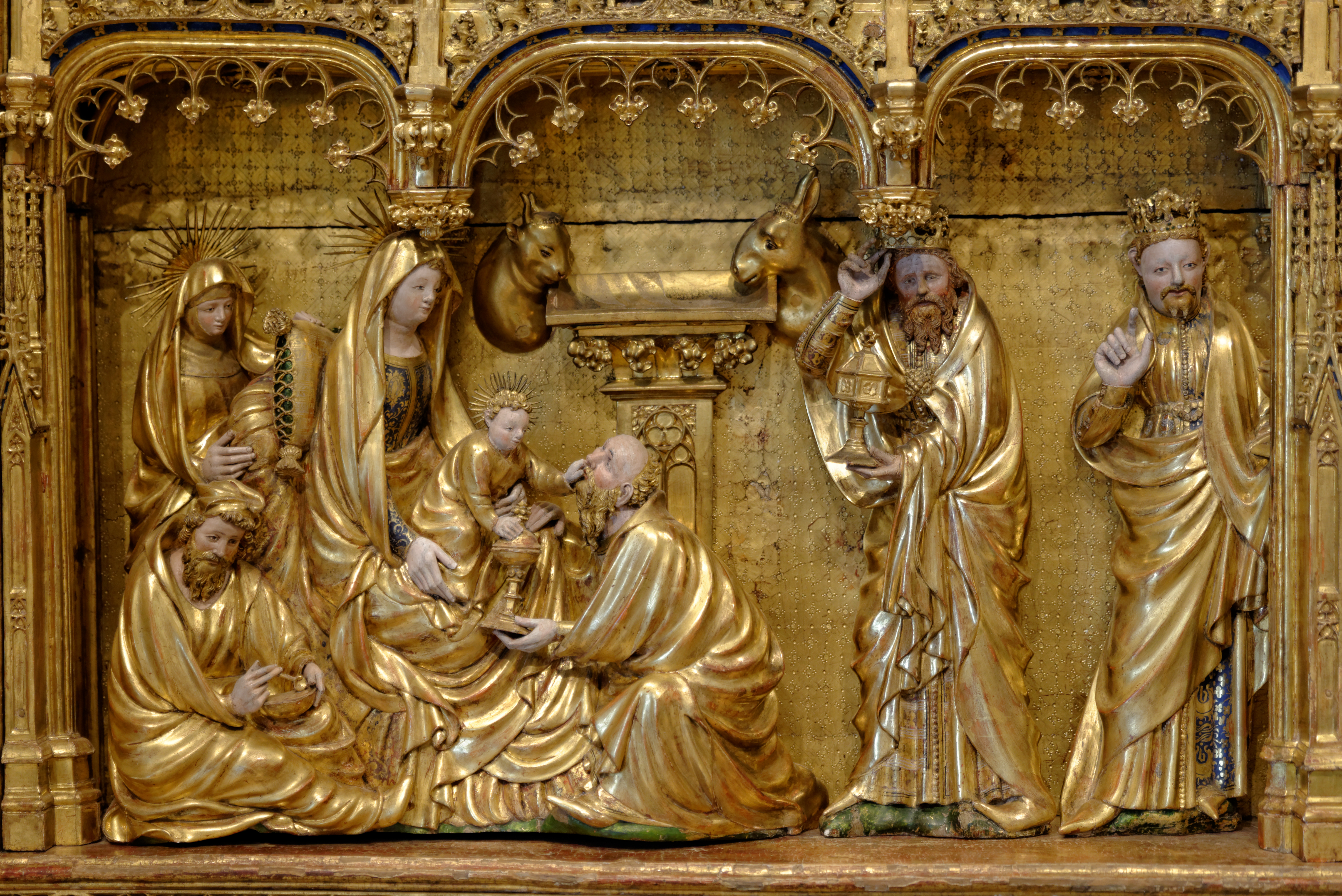
Klanění tří králů
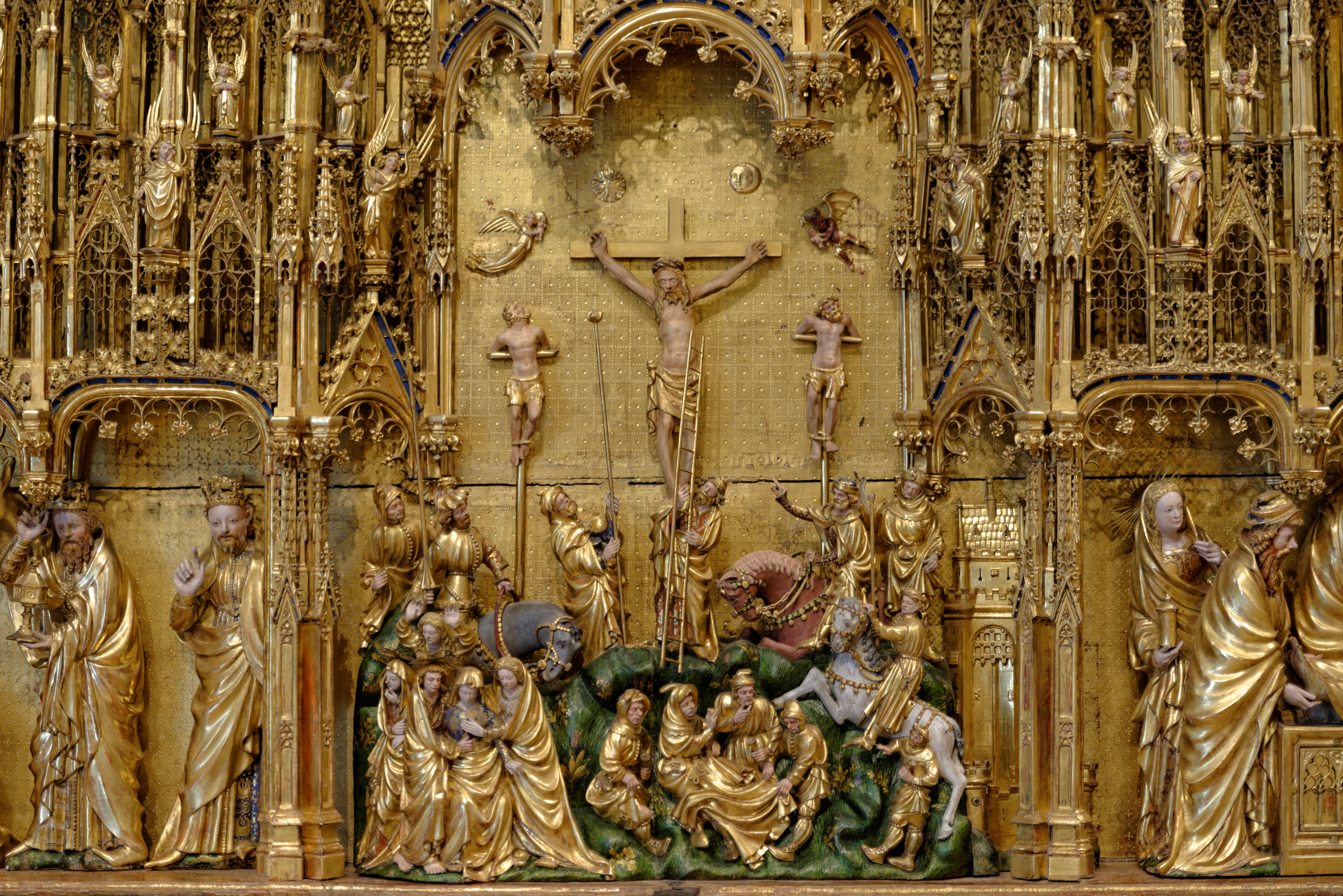
Ukřižování
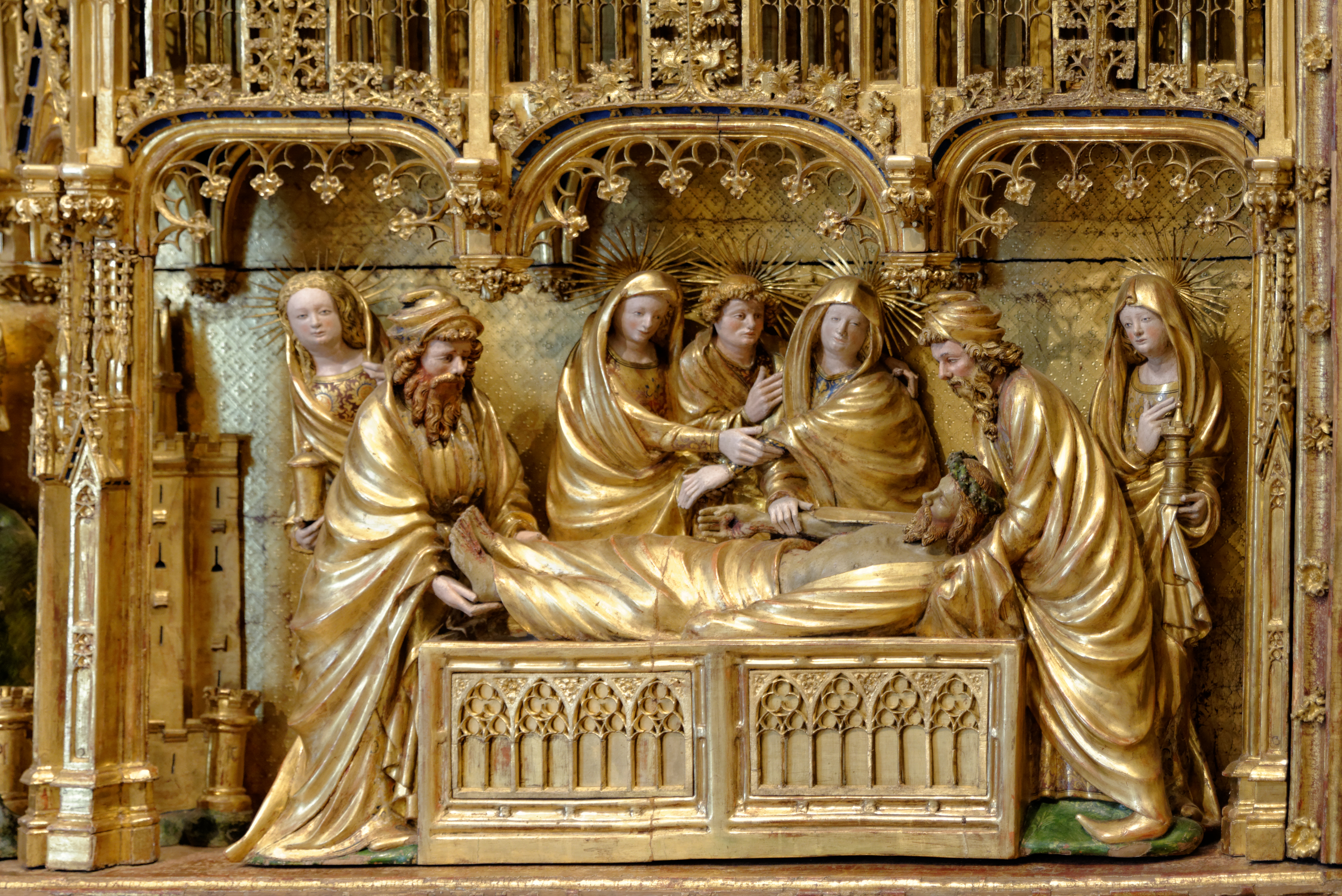
Kladení do hrobu

### Popis
Scény rámuje baldachýn zdobený liliemi. Vrchní stranu oltáře vyplňuje gotická architektura s množstvím jemných detailů, které připomínají kostely s výklenky, okny a věžičkami. Sošky andělů byly doplněny v devatenáctém století, protože originály se nedochovaly.

#### Centrální panel
- Klanění tří králů - Marie drží na klíně Ježíška, který se projevuje jako normální dítě a Balthasara tahá za knír. Druhý král rukou zvedá svou korunu a škrábe se na hlavě. V době vzniku oltáře byla černá barva určena nevěřícím, proto je třetí král severského typu. Kromě Marie jsou zobrazeni Josef s miskou a lžící, v pozadí zřejmě sv. Anna, hlavy osla a vola.
- Ukřižování - Kristus na kříži se dvěma lotry po stranách. Nad lotrem po pravici anděl a Slunce jako příjemce duše kajícníka, nad lotrem po levici Měsíc a ďábel letící pro duši nenapraveného. Krucifix se ztratil během francouzské revoluce a byl doplněn roku 1933 během restaurování oltáře v Chicagu.

Pod křížem vlevo setník Longin s kopím a dalším vojákem a pomocník zvedající ke Kristovi houbu namočenou v octě, sv. Jan Evangelista a jedna z Marií utěšující Pannu Marii. Další Marie odvrací tvář, za nimi Marie Magdalena se zdviženýma rukama. Pod křížem postava s žebříkem. Vpravo centurion s dalším jezdcem na koni a vojákem v brnění, vpředu skupina vojáků hraje kostky o Kristovu tuniku.
- Kladení do hrobu - tělo Krista ukládají Nikodém a Josef z Arimatie, v pozadí Panna Marie, sv. Jan Evangelista a Marie, matka Jakubova, vlevo Marie Magdalena s nádobou s mastí, vpravo patrně Salome.

#### Pravé křídlo
- Sv. Jan Křtitel (nebo sv. Josef), sv. Barbora, sv. Ludvík, sv. Markéta, sv. Antonín

#### Levé křídlo
- Sv. Jiří, sv. Maří Magdalena, sv. Jan Evangelista, sv. Kateřina alexandrijská, sv. Kryštof

Detaily oltáře
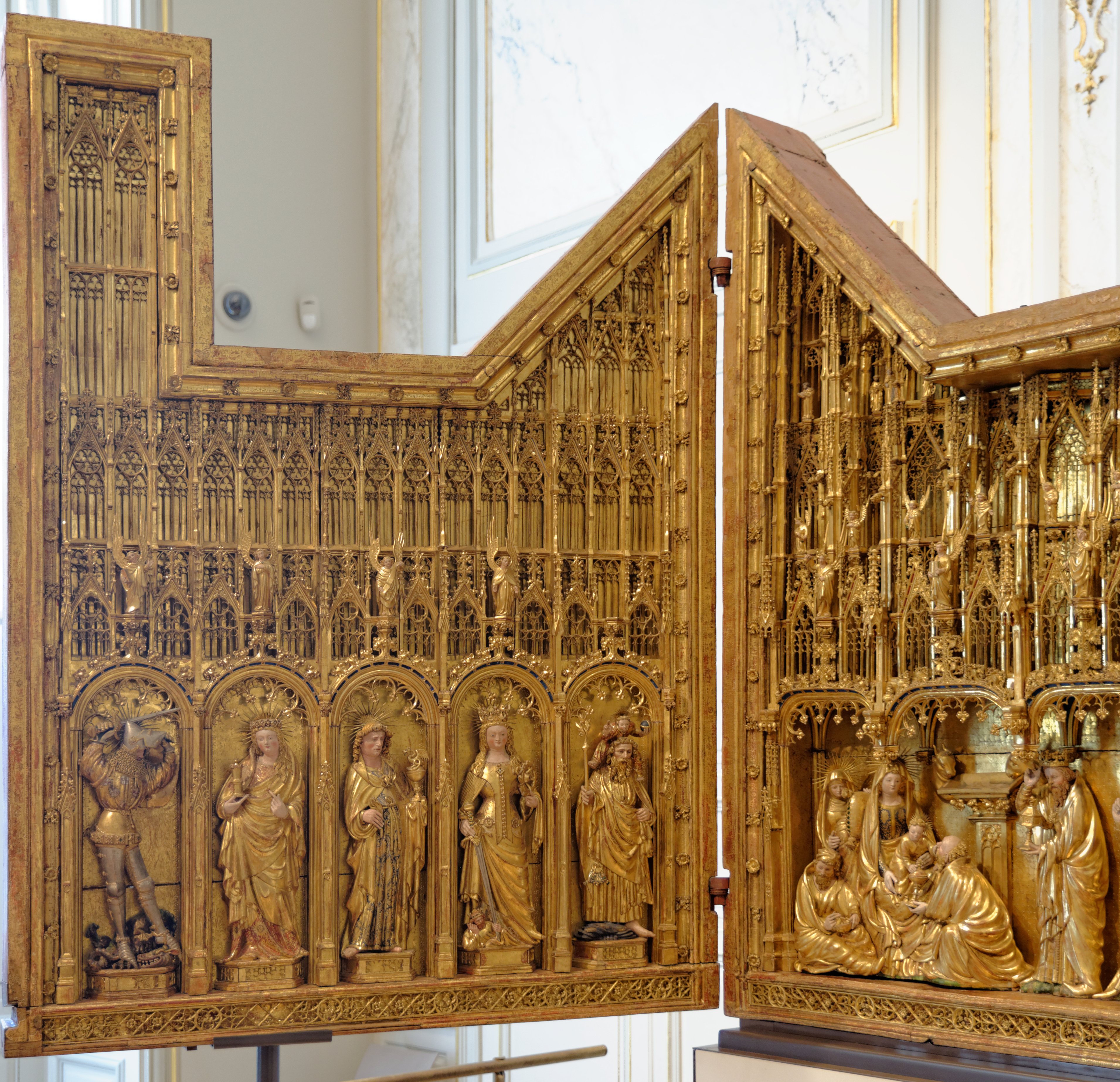
levé křídlo
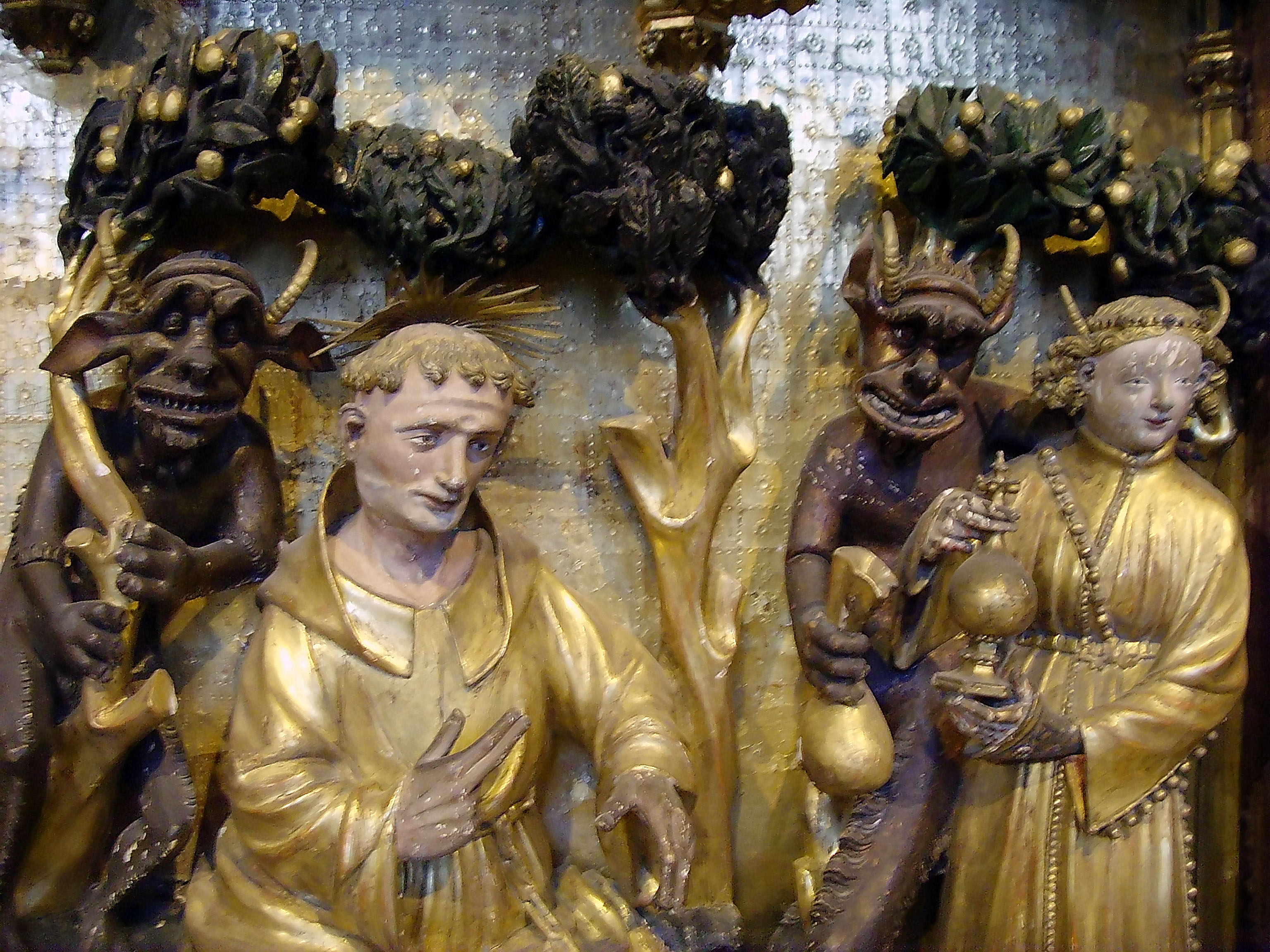
Detail s ďábly
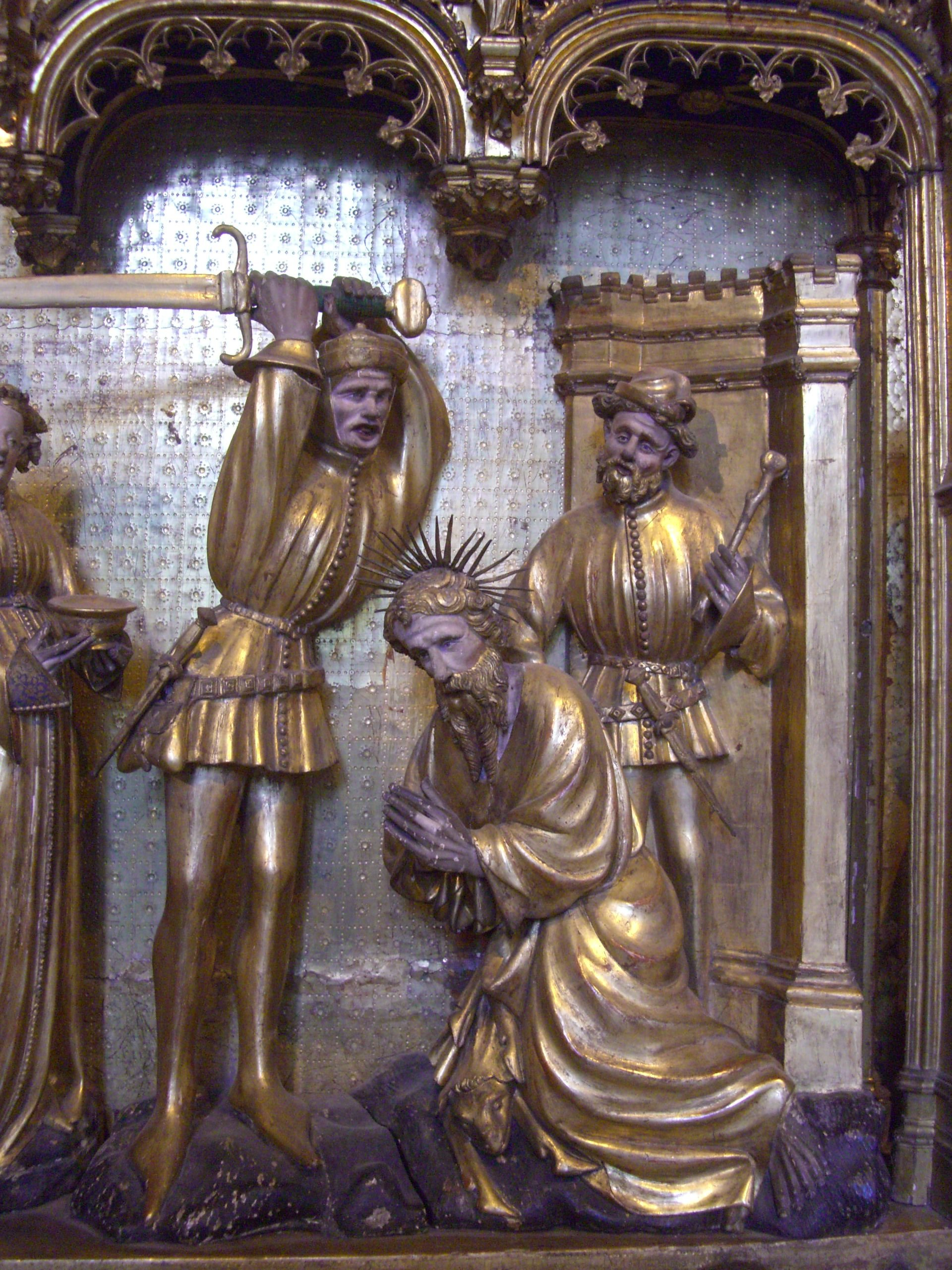
Stětí sv. Jana Křtitele
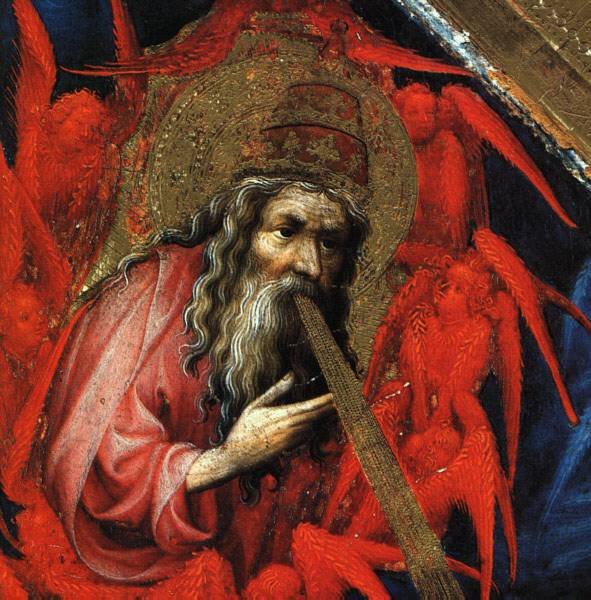
detail zadní strany křídla, Melchior Broederlam
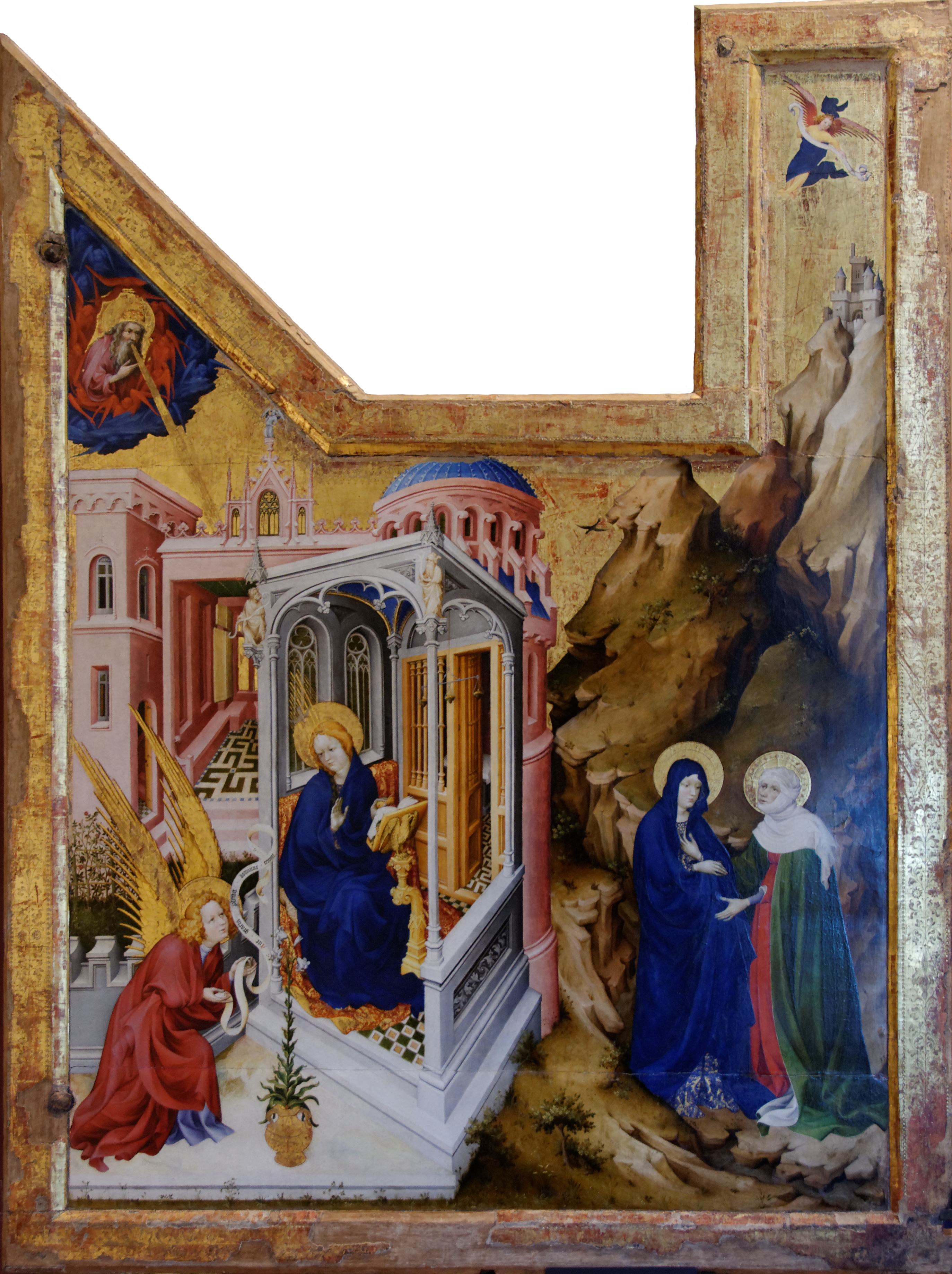
Zvěstování, Melchior Broederlam
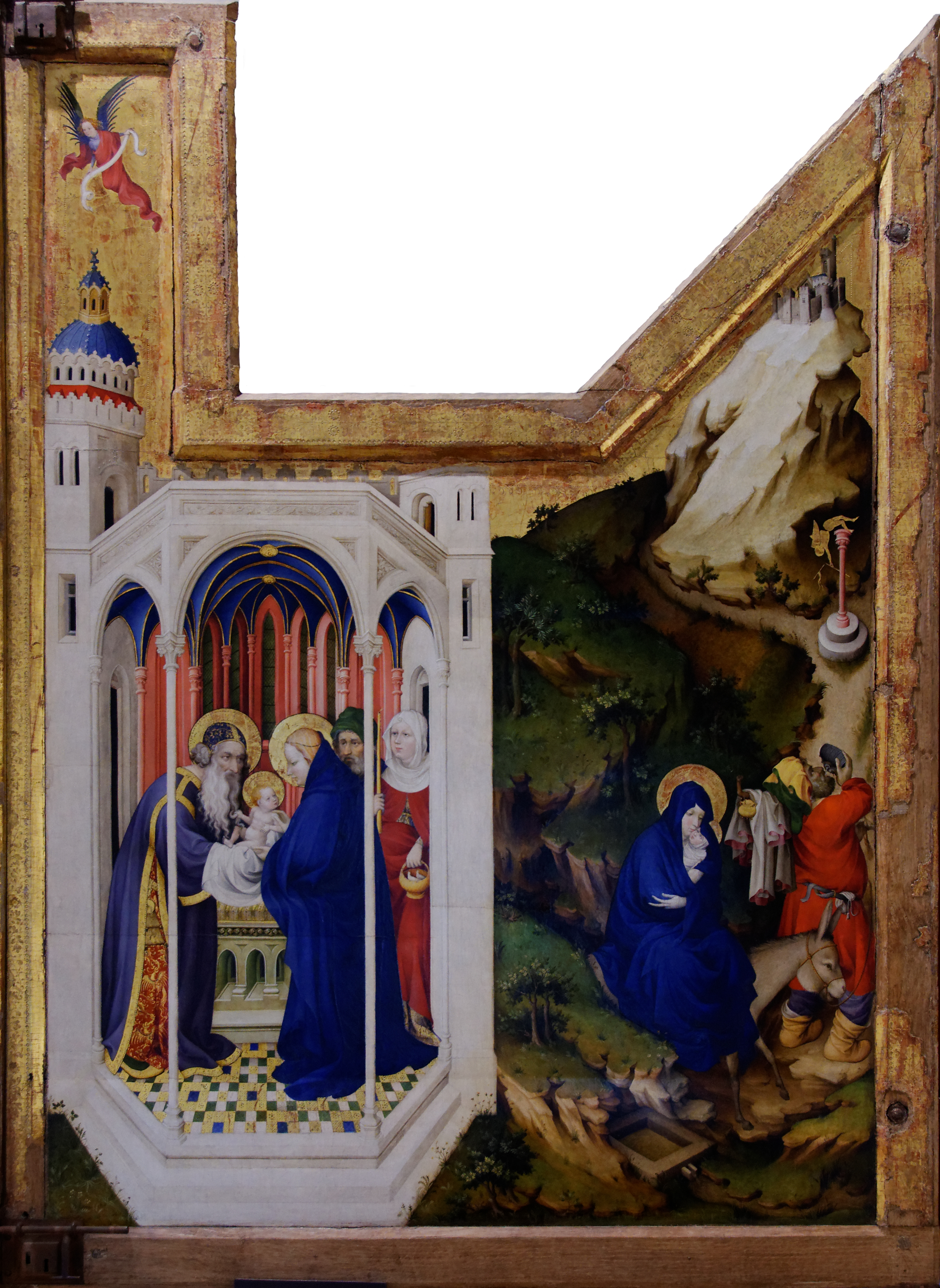
Uvedení Páně do chrámu, Melchior Broederlam

### Známá díla
- Oltář s Ukřižováním a scénami Klanění tří králů a Kladení do hrobu, celkové rozměry 167 x 252 cm, nyní Musée des Beaux-Arts de Dijon
- Oltář Světců a Mučedníků, celkové rozměry 159 x 252 cm
- figura Ukřižovaného, 28 cm, Art Institute of Chicago[3]
- Sv. Jiří, Mimara museum, Záhřeb (dílo je reprodukováno a lze je nalézt na trhu starožitností)[4]